# Circunscrição (taxonomia)
Em taxonomia, uma circunscrição é a definição dos limites de um grupo taxonómico de organismos, sendo que um dos objectivos fundamentais da taxonomia é estabelecer uma circunscrição estável para cada grupo taxonómico (ou taxon).

## Descrição e exemplos
Um exemplo de circunscrição taxonómica instável é o taxon Anacardiaceae, uma família de plantas fanerogâmicas. Alguns peritos favorecem a circunscrição na qual essa família inclui as subfamílias Cassuvieae, Spodiaceae,  Spondiaceae (que outros peritos segregam em ootras famílias: Cassuviaceae, Spodiadaceae,  Spondiadaceae), e excluem as famílias segregantes: Blepharocaryaceae, Julianaceae, Pistaciaceae,  Podoaceae.